# Ráfales
Ráfales (katalanisch: Ràfels) ist eine spanische Gemeinde in der Provinz Teruel der Autonomen Region Aragón. Sie liegt rund 19 Kilometer südwestlich von Valderrobres und westlich des Río Tastavins in der Comarca Matarraña (Matarranya) im überwiegend katalanischsprachigen Gebiet der Franja de Aragón. 2024 hatte die Gemeinde 149 Einwohner.

## Einwohnerentwicklung
| 2001 | 2006 | 2011 | 2013 |
| ---- | ---- | ---- | ---- |
| 184  | 156  | 165  | 138  |

## Sehenswürdigkeiten

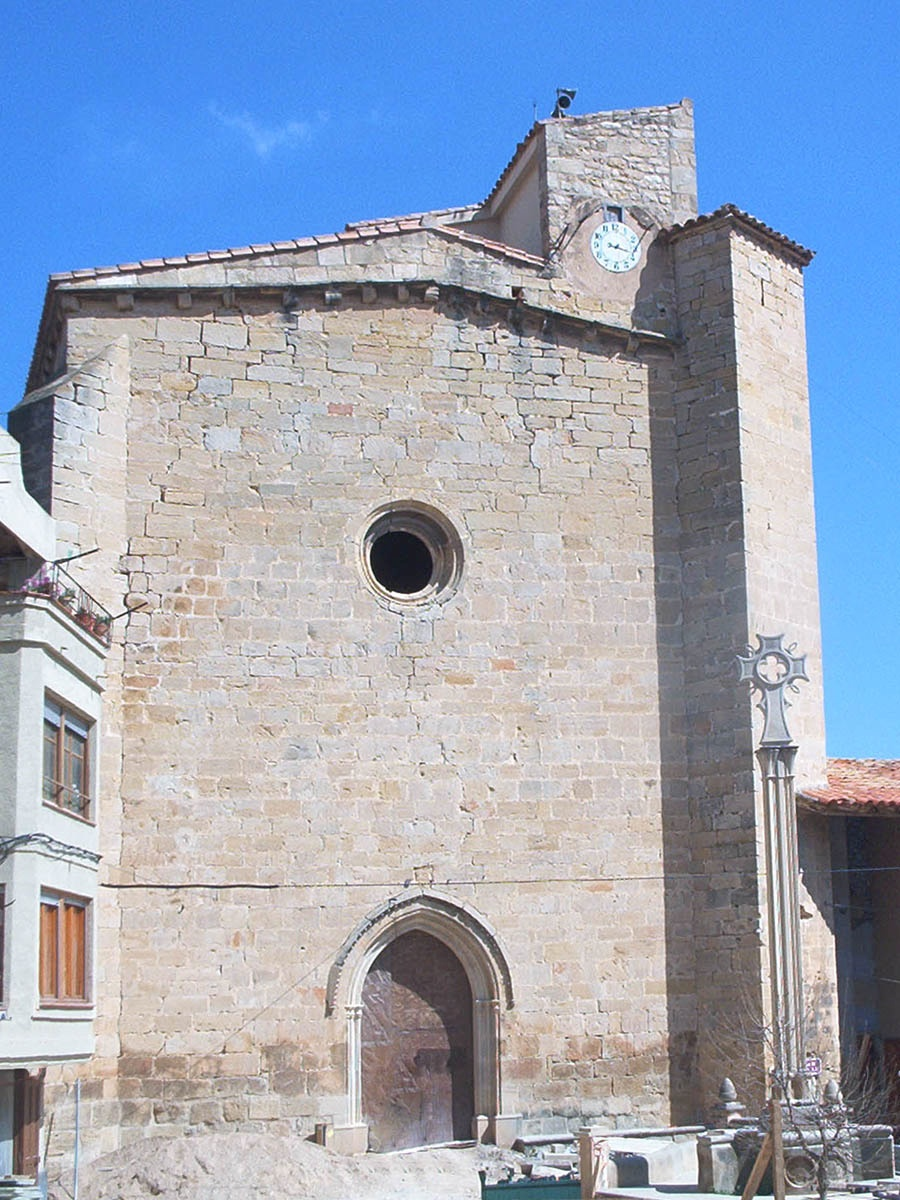
Die Kirche Nuestra Señora de la Asunción

- Die denkmalgeschützte gotische Kirche Nuestra Señora de la Asunción.[4]

## Persönlichkeiten
- Rafael Anglés (1730–1816), Komponist und Organist, hier geboren.